# The Absolute Universe
The Absolute Universe é o quinto e último álbum de estúdio do supergrupo euro-estadunidense de rock progressivo Transatlantic, lançado em 5 de fevereiro de 2021 pela Inside Out .
Anunciado em 11 de novembro de 2020, The Absolute Universe é um álbum conceitual sobre "as lutas do mundo em 2020" e é o primeiro álbum de estúdio do Transatlantic desde Kaleidoscope de 2014. O álbum foi lançado em três formatos diferentes: uma versão encurtada de 64 minutos intitulada The Breath of Life, uma versão estendida de 90 minutos intitulada Forevermore e a versão final de 96 minutos que combina partes das versões resumida e estendida, intitulada Ultimate. Com relação aos diferentes álbuns, o baterista Mike Portnoy disse:
| “ | (...) O disco simples não é meramente uma versão editada do disco duplo. Cada um deles contém versões alternativas e até em alguns casos, novas gravações. Nós escrevemos letras novas e temos pessoas diferentes cantando nas faixas do disco simples se comparadas com as do disco duplo. | ” |

A música "The World We Used to Know" recebeu um vídeo lançado em 11 de dezembro de 2020.

## Contexto e produção
Devido a turnês, férias e finalmente a pandemia de COVID-19, a produção do álbum sofreu vários atrasos. A versão de 90 minutos (Forevermore) foi escrita originalmente em setembro de 2019, quando os quatro membros se reuniram na Suécia. O baterista Mike Portnoy gravou suas partes em Nashville em novembro e o tecladista e vocalista Neal Morse gravou suas partes em dezembro e janeiro.
Logo após uma turnê na Austrália, Neal tirou uma folga na Nova Zelândia e começou a escrever seu álbum solo Sola Gratia, o que desviou completamente sua atenção do álbum do Transatlantic. Em março de 2020, ele ouviu o álbum novamente e pensou em encurtá-lo para que pudesse ser lançado em um único disco - o que alguns membros já apoiavam na época da composição do álbum, segundo ele. Ele mesmo criou uma versão mais curta e a enviou para os outros membros por meio de um e-mail com o assunto "Tô maluco?"
O baixista e vocalista Pete Trewavas concordou com Neal, mas Mike e o vocalista/guitarrista Roine Stolt preferiram a versão original. O desacordo causou mais atrasos. Em maio, Mike veio com a sugestão de lançar duas versões diferentes, o que foi endossado por todos os membros e pela gravadora.
Neal ficou então encarregado de criar a versão mais curta, intitulada The Breath of Life, enquanto Roine cuidou do resultado final da versão mais longa, Forevermore. Neal diria mais tarde The Absolute Universe é o álbum que envolveu "o processo mais longo" e "o maior trabalho" que ele já fez em sua carreira.
A estrutura do álbum é semelhante à do terceiro álbum deles The Whirlwind, no sentido de que todas as músicas combinadas formam uma única experiência sonora.

### Temas das letras
Neal Morse começou a escrever letras para o álbum em março de 2019, e ele sentiu que a banda possivelmente quereria fazer uma continuação do The Whirlwind. Quando se reuniram em estúdio, no entanto, rejeitaram a ideia, mas algumas letras permaneceram, resultando em algumas referências ao Whirlwind.
Em dezembro de 2019/janeiro de 2020, Morse escreveu uma segunda rodada de letras inspiradas em seus vinte anos e em The Fountainhead, Atlas Shrugged e The Virtue of Selfishness, da autora russo-estadunidense Ayn Rand, que ele chamou de "uma espécie de mãe do libertarianismo". Ele comentou que escreveu letras sobre "como eu basicamente trilhei esse caminho do egoísmo, e aí como o Senhor me tirou dele e como é muito melhor não estar naquele lugar."
A terceira rodada de escrita ocorreu em junho/julho de 2020 e foi inspirada pelos efeitos da pandemia de COVID-19 nos Estados Unidos (particularmente Nashville).
Comentando sobre as letras escritas pelo baixista e vocalista Pete Trewavas em 2019, Roine sentiu que elas de alguma forma anteciparam a situação da COVID-19. O próprio Pete descreveu a ideia por trás do álbum da seguinte maneira:
| “ | A ideia por trás do The Absolute Universe começou como um olhar amplo e abrangente sobre a condição humana. Alguém se locomovento por sua vida, tentando descobrir quem é, onde se encaixa, etc. Isso funcionou bem como um conceito para pendurar toda a música que tínhamos. Também nos permitiu locomover-se através de todos os temas que tínhamos para as letras. (...) Você encontra muito sobre pessoas em condições adversas. Quem seus amigos são por exemplo, como as pessoas lidam com a sensação de estarem aprisionadas e com o estresse. Todas essas coisas são refletidas de jeitos diferentes em ambas as versões do álbum. | ” |

Ele sentiu que a versão de The Breath of Life, capitaneada por Neal, focava mais nas consequências das restrições do COVID-19 na vida das pessoas.

## Faixas

### The Breath of Life (Abridged Version)
| Faixas da edição The Breath of Life (Abridged Version) |                                                                   |         |  |
| N.º                                                    | Título                                                            | Duração |  |
| 1.                                                     | "Overture" (Abertura)                                             | 5:52    |  |
| 2.                                                     | "Reaching for the Sky" (Alcançando o Céu)                         | 5:41    |  |
| 3.                                                     | "Higher Than the Morning" (Mais Alto que a Manhã)                 | 4:32    |  |
| 4.                                                     | "The Darkness in the Light" (As Trevas na Luz)                    | 5:43    |  |
| 5.                                                     | "Take Now My Soul" (Pegue Agora Minha Alma)                       | 3:31    |  |
| 6.                                                     | "Looking for the Light" (Procurando pela Luz)                     | 4:05    |  |
| 7.                                                     | "Love Made a Way (Prelude)" (O Amor Fez um Caminho (Prelúdio))    | 2:13    |  |
| 8.                                                     | "Owl Howl" (Uivo de Coruja)                                       | 5:27    |  |
| 9.                                                     | "Solitude" (Solidão)                                              | 4:24    |  |
| 10.                                                    | "Belong" (Pertencer)                                              | 2:23    |  |
| 11.                                                    | "Can You Feel It" (Você Consegue Sentir)                          | 3:17    |  |
| 12.                                                    | "Looking for the Light (Reprise)" (Procurando pela Luz (Reprise)) | 4:57    |  |
| 13.                                                    | "The Greatest Story Never Ends" (A Maior História Nunca Termina)  | 2:58    |  |
| 14.                                                    | "Love Made a Way" (O Amor Fez um Caminho)                         | 9:16    |  |
| Duração total:                                         | Duração total:                                                    | 64:15   |  |

### Forevermore (Extended Version)
| Disc 1         |                                                                               |         |  |
| N.º            | Título                                                                        | Duração |  |
| 1.             | "Overture" (Abertura)                                                         | 8:12    |  |
| 2.             | "Heart Like a Whirlwind" (Coração Como um Redemoinho)                         | 5:11    |  |
| 3.             | "Higher Than the Morning" (Mais Alto que a Manhã)                             | 5:30    |  |
| 4.             | "The Darkness in the Light" (As Trevas na Luz)                                | 5:43    |  |
| 5.             | "Swing High, Swing Low" (Tenha Altas Expectativas, Tenha Baixas Expectacivas) | 3:48    |  |
| 6.             | "Bully"                                                                       | 2:11    |  |
| 7.             | "Rainbow Sky" (Céu de Arco-Íris)                                              | 3:19    |  |
| 8.             | "Looking for the Light" (Procurando pela Luz)                                 | 4:00    |  |
| 9.             | "The World We Used to Know" (O Mundo que Conhecíamos)                         | 9:22    |  |
| Duração total: | Duração total:                                                                | 47:12   |  |

| Disc 2         |                                                                   |         |  |
| N.º            | Título                                                            | Duração |  |
| 1.             | "The Sun Comes Up Today" (O Sol Raia Hoje)                        | 5:39    |  |
| 2.             | "Love Made a Way (Prelude)" (O Amor Fez um Caminho (Prelúdio))    | 1:26    |  |
| 3.             | "Owl Howl" (Uivo de Coruja)                                       | 7:06    |  |
| 4.             | "Solitude" (Solidão)                                              | 5:41    |  |
| 5.             | "Belong" (Pertencer)                                              | 2:49    |  |
| 6.             | "Lonesome Rebel" (Rebelde Solitário)                              | 2:54    |  |
| 7.             | "Looking for the Light (Reprise)" (Procurando pela Luz (Reprise)) | 5:13    |  |
| 8.             | "The Greatest Story Never Ends" (A Maior História Nunca Termina)  | 4:18    |  |
| 9.             | "Love Made a Way" (O Amor Fez um Caminho)                         | 8:03    |  |
| Duração total: | Duração total:                                                    | 43:02   |  |

### Blu-Ray 5.1 Mix (Ultimate Version)
| Mixagem blu-ray 5.1 |                                                                   |         |  |
| N.º                 | Título                                                            | Duração |  |
| 1.                  | "Overture" (Abertura)                                             | 9:18    |  |
| 2.                  | "Reaching for the Sky" (Alcançando o Céu)                         | 5:40    |  |
| 3.                  | "Higher Than the Morning" (Mais Alto que a Manhã)                 | 5:29    |  |
| 4.                  | "The Darkness in the Light" (As Trevas na Luz)                    | 5:42    |  |
| 5.                  | "Take Now My Soul" (Pegue Agora Minha Alma)                       | 3:31    |  |
| 6.                  | "Bully"                                                           | 2:11    |  |
| 7.                  | "Rainbow Sky" (Céu de Arco-Íris)                                  | 3:19    |  |
| 8.                  | "Looking for the Light" (Procurando pela Luz)                     | 3:59    |  |
| 9.                  | "The World We Used to Know" (O Mundo que Conhecíamos)             | 9:21    |  |
| 10.                 | "The Sun Comes Up Today" (O Sol Raia Hoje)                        | 5:38    |  |
| 11.                 | "Love Made a Way (Prelude)" (O Amor Fez um Caminho (Prelúdio))    | 1:25    |  |
| 12.                 | "Owl Howl" (Uivo de Coruja)                                       | 7:05    |  |
| 13.                 | "Solitude" (Solidão)                                              | 5:41    |  |
| 14.                 | "Belong" (Pertencer)                                              | 2:49    |  |
| 15.                 | "Lonesome Rebel" (Rebelde Solitário)                              | 2:53    |  |
| 16.                 | "Can You Feel It" (Você Consegue Sentir)                          | 3:17    |  |
| 17.                 | "Looking for the Light (Reprise)" (Procurando pela Luz (Reprise)) | 5:12    |  |
| 18.                 | "The Greatest Story Never Ends" (A Maior História Nunca Termina)  | 5:58    |  |
| 19.                 | "Love Made a Way" (O Amor Fez um Caminho)                         | 8:02    |  |
| Duração total:      | Duração total:                                                    | 96:30   |  |

## Recepção

### Crítica
| Críticas profissionais  | Críticas profissionais |
| Avaliações da crítica   | Avaliações da crítica  |
| Fonte                   | Avaliação              |
| ----------------------- | ---------------------- |
| Classic Rock            | [ 9 ]                  |
| Sonic Perspectives      | [ 3 ]                  |
| Metal Hammer (Portugal) | [ 1 ]                  |
| Metal Hammer (Alemanha) | [ 4 ]                  |
| Rock Hard               | [ 16 ]                 |
| AllMusic                | [ 17 ]                 |
| Prog                    | [ 5 ]                  |

The Absolute Universe foi bem recebido pela crítica.
Chris Roberts, da Classic Rock, disse que a banda leva o ouvinte "em uma jornada pelos tropos do progressivo moderno e tecnicamente impecável com tonalidade AOR, a execução proficiente, a alma disso indescritível". Por outro lado, ele observou que "o ouvinte casual pode desejar que a banda se transforme com mais frequência do que se prende".
Scott Medina, do Sonic Perspectives, disse que o álbum se equipara com a qualidade de The Whirlwind e, embora tenha admitido que aqueles que preferem músicas épicas poderiam se sentir "menos entusiasmados", ele disse que "não há como negar que isso soa exatamente como a maioria das pessoas imagina quando pensa 'Transatlantic'. Sobre as diferentes versões, ele comentou que Forevermore "tem mais de Stolt" e "carrega um pouco mais de sombra e mistério", enquanto The Breath of Life parece "um pouco mais direto e acessível" e foi injetado com "um pouco mais de luz e amor" por Neal. Ele elogiou as performances de todos os músicos.
Escrevendo para a edição portuguesa da Metal Hammer, e baseado na versão Forevermore, João Braga considerou o título do álbum representativo do seu estilo e inovação e notou que a banda lançou um álbum que é longo devido ao número de faixas e não ao tamanho delas. Ele também achou a primeira parte mais "positiva" e "motivadora" em termos de instrumentação, enquanto a segunda é recheada de "baladas ou, pelo menos, faixas ambientais e espirituais apoiadas por uma base forte de rock progressivo".
Na edição alemã da revista, Frank Thießies recomendou a versão encurtada "para que os ouvintes casuais apreciem os grandes cantos harmoniosos, fontes de Hammond e Moog, assim como o progressivo melódico colorido de Beatles a Pink Floyd" e a versão estendida para aqueles que "não se cansam do êxtase da melodia de Morse e aceitam mais algumas reviravoltas progressivas e minutos bônus por música".
Michael Rensen da Rock Hard disse que o álbum "não é apenas uma volta fanática, mas também empolgante de montanha-russa que dura várias horas através do País das Maravilhas do Progressivo Clássico". Ele achou que a banda teve melhores momentos no passado e que eles funcionam melhor quando Neal é o vocalista, mas ainda acredita que o Transatlantic entregou "a melhor passagem do gênero apesar de toda a rotina de composição".
No AllMusic, Thom Jurek disse que The Absolute Universe (versão Forevermore) "mostra as habilidades de composição, produção e arranjo consumadas do Transatlantic em equilíbrio quase perfeito com inteligência emocional e aguçada perspicácia psicológica e espiritual. Eles navegam por essas músicas com empatia compassiva, abertura e um senso consumado de possibilidade musical. Você realmente não pode pedir mais da arte popular."
Escrevendo para a revista Prog, Grant Moon disse que as duas versões oferecem "se não o melhor dos dois mundos, certamente a maioria deles", mas questionou se um "produtor objetivo" não poderia tê-los ajudado a "enxergar melhor as coisas, fazer escolhas, e conceber o álbum ótimo que atualmente reside dentro de dois muito bons".

### Comercial

#### Paradas
| Parada (2021)                                         | Maior colocação |
| ----------------------------------------------------- | --------------- |
| Bélgica (Ultratop Flandres)                           | 40              |
| Bélgica (Ultratop Valônia)                            | 29              |
| Países Baixos (Dutch Charts)                          | 4               |
| Finlândia (Suomen virallinen lista) Forevermore       | 29              |
| França (SNEP)                                         | 83              |
| Alemanha (Offizielle Deutsche Charts)                 | 3               |
| Escócia (Official Scottish Albums) Forevermore        | 10              |
| Escócia (Official Scottish Albums) The Breath of Life | 31              |
| Escócia (Official Scottish Albums) Ultimate           | 76              |
| Swedish Albums (Sverigetopplistan)                    | 32              |
| Suíça (Schweizer Hitparade)                           | 3               |
| Reino Unido (Official Albums Chart) Forevermore       | 56              |

## Créditos
- Neal Morse - teclado, violão, voz
- Roine Stolt - guitarras elétricas, vocais
- Pete Trewavas - baixo, voz
- Mike Portnoy - bateria, voz
- Thomas Ewerhard - capa[2]
- Pavel Zhovba - capa (dirigível apenas)
- Rich Mouser - mixagem[3]